# Helga Schmidt (Schwimmerin)
Helga Schmidt, Ehename Helga Neuber (* 19. Februar 1937 in Ammendorf; † 14. September 2018 in Oldenburg) war eine deutsche Schwimmerin.

## Leben
Helga Schmidt lernte mit zehn Jahren nach ihrem Umzug nach Oldenburg Schwimmen.
Während ihrer Schul- und Studienzeit war Schmidt für den Oldenburger SV 02 aktiv, wechselte 1961 wie später noch viele Topakteure jener Tage in den Süden der Republik zum TSV 1846 Mannheim und 1964 zum KSN 99 Karlsruhe. Von den 1952 bis 1964 gewann sie 27 deutsche Meistertitel, darunter 13 Siege in Serie über die 100 Meter Rücken, und war damit lange Jahre gemeinsam mit Ursel Brunner und Heike Hustede erfolgreichste Schwimmerin auf der nationalen Bühne. Auf den Rückenstrecken über 100 Meter und über 200 Meter stellte sie insgesamt 26 deutsche Rekorde auf.
Ihr größter internationaler Erfolg war der vierte Platz über 100 Meter Rücken bei den  Olympischen Spielen 1956 in Melbourne in 1:13,4 Minuten. Obwohl sie sowohl bei den Olympischen Spielen 1960 in Rom als auch bei den Olympischen Spielen 1964 in Tokio jeweils schneller schwamm als im Finale von 1956, schied sie dort jeweils im Vorlauf aus. Sie wurde mit dem Silbernen Lorbeerblatt ausgezeichnet.
Schmidt-Neuber studierte von 1957 bis 1961 an der Hochschule für Künste Bremen und war seitdem als Künstlerin tätig. Sie war mit Senatsrat Götz Neuber verheiratet und wohnte in Dötlingen-Klattenhof. 